# Пивницкий, Михал
Ми́хал Пивни́цкий (пол. Michał Piwnicki, 29 сентября 1771 год — 29 мая 1845 года, Житомир) — католический прелат, епископ луцкий и житомирский с 23 июня 1828 года по 29 мая 1845 год.

## Биография
Окончил Греко-католическую семинарию в Вильне. 3 ноября 1795 года был рукоположен в диакона и через два дня 5 ноября 1795 года — в священника грекокатолическим епископом. С 1795 по 1797 год был профессором теологии в грекокатолической семинарии во Владимире-Волынском. В 1797 году перешёл в латинский обряд и стал каноником киевского собора. Был секретарём и управляющим канцелярии житомирского епископа. В марте 1825 года стал доктором теологии в Виленском университете.
3 июля 1826 года Римский папа Лев XII назначил Михала Пивницкого титулярным епископом Раматы и вспомогательным епископом Каменца-Подольского. 6 мая 1827 года состоялось рукоположение Михала Пивницкого в епископа, которое совершил епископ Каменца-Подольского Францишек Боргиаш Мацкевич в сослужении с титулярным епископом Полемониума и вспомогательным епископом Луцка и Житомира Яном Канты Подгороденским и титулярным епископом Аркадиополиса Азиатского и вспомогательным епископом Люблина Маурицы Матеушем Вояковским.
23 мая 1828 года Римский папа Лев XII назначил Виталия Михала Пивницкого епископом Луцка и Житомира.
Скончался 29 мая 1845 года в Житомире.

## Награды
- Орден Святой Анны 1-й ст. (18 апреля 1832).